# بيتر فان هوت
بيتر فان هوت (4 نوفمبر 1976 بهاسلت في بلجيكا - ) هو مدرب كرة قدم ولاعب كرة قدم بلجيكي في مركز الهجوم. شارك مع منتخب بلجيكا تحت 17 سنة لكرة القدم ومنتخب بلجيكا تحت 21 سنة لكرة القدم ومنتخب بلجيكا لكرة القدم. أما مع النوادي، فقد لعب مع بوروسيا مونشنغلادباخ ورودا ياي سي ونادي دويسبورغ ونادي سينت ترويدن ونادي لييج وSporting Hasselt ‏.

## مسيرته الكروية
لعب بيتر فان هوت خلال مسيرته الاحترافية مع 5 أندية في ثمانية عشر موسمًا وسجل خلالها 88 هدفًا ضمن 389 مباراة. حيث فاز في موسمين بالكأس ولم يفز بأي دوري.
خاض بيتر فان هوت مسيرته مع نادي سينت ترويدن في موسم 1993–94 في المرة الأولى واستمر معه طيلة ثلاثة مواسم ثم في موسم 2006–07 واستمر معه طيلة ثلاثة مواسم، مشاركًا طوالها في 105 مباراة سجل خلالها 24 هدفًا. ثم انتقل إلى نادي رودا كيركراده في موسم 1996–97 ليلعب معه أربعة مواسم، حيث شارك في 122 مباراة سجل خلالها 34 هدفًا. لينتقل بعدها إلى نادي بوروسيا مونشنغلادباخ في موسم 2000–01 ليلعب معه أربعة مواسم، مشاركًا في 83 مباراة سجل خلالها 20 هدف. ثم انتقل إلى نادي دويسبورغ في موسم 2003–04 واستمر معه طيلة ثلاثة مواسم، مشاركًا في 71 مباراة سجل خلالها 8 أهداف. هذا وانتقل لاحقًا إلى نادي لييج في موسم 2008–09 لمدة موسم واحد، مشاركًا في 8 مباريات سجل خلالها هدفين.

## روابط خارجية
- بيتر فان هوت على موقع الاتحاد البلجيكي (الإنجليزية)
- بيتر فان هوت على موقع قاعدة بيانات كرة القدم.إي يو (الإنجليزية)
- بيتر فان هوت على موقع بيانات كرة القدم. دي إي (الألمانية)
- بيتر فان هوت على موقع ناشيونال فوتبول تيمز (الإنجليزية)
- بيتر فان هوت على موقع عالم كرة القدم.نت (الإنجليزية)